# لاري واليس
لاري واليس (بالإنجليزية: Larry Wallis)‏ هو منتج أسطوانات ومغن مؤلف وعازف قيثارة وكاتب أغاني بريطاني، ولد في 19 مايو 1949 في إنجلترا في المملكة المتحدة.

## وصلات خارجية
- الموقع الرسمي
- لاري واليس على موقع IMDb (الإنجليزية)
- لاري واليس على موقع ميوزك برينز (الإنجليزية)
- لاري واليس على موقع أول ميوزيك (الإنجليزية)
- لاري واليس على موقع ديسكوغز (الإنجليزية)
- لاري واليس على موقع قاعدة بيانات الفيلم (الإنجليزية)